# Sinosuthora
Sinosuthora és un gènere d'ocells de la família dels paradoxornítids (Paradoxornithidae), tot i que sovint encara se'l troba classificat amb els sílvids (Sylviidae). Sinosuthora va ser erigit pels ornitòlegs John Penhallurick i Craig Robson el 2009. Els seus membres anteriorment es classificaven en el gènere Paradoxornis. L'espècie tipus és el paradoxornis d'ulleres.

## Taxonomia
Segons la Classificació del Congrés Ornitològic Internacional (versió 11.1, 2021) aquest gènere conté 6 espècies:
- Sinosuthora alphonsiana - Paradoxornis gorjagrís.
- Sinosuthora brunnea - Paradoxornis alabrú.
- Sinosuthora conspicillata - paradoxornis d'ulleres.
- Sinosuthora przewalskii - Paradoxornis de Przewalski.
- Sinosuthora webbiana - Paradoxornis de Webb.
- Sinosuthora zappeyi - Paradoxornis de Zappey.

Tanmateix, altres obres taxonòmiques, com el Handook of the Birds of the World i la quarta versió de la BirdLife International Checklist of the birds of the world (Desembre 2019), compten que aquest gènere conté 7 espècies, car consideren que la subespècie de paradoxornis alabrú (S. brunnea ricketti) constitueix pròpiament una espècie apart. D'acord amb aquest altre criteri, s'hauria de considerar:
- Sinosuthora brunnea (stricto sensu) - Paradoxornis alabrú

- Sinosuthora ricketti - Paradoxornis de Yunnan.